# Sergi Pedrerol
Sergi Pedrerol Caballé (né le 16 décembre 1969 à Molins de Rei) est un joueur de water-polo espagnol.
Il remporte une médaille d'argent aux Jeux olympiques de 1992 et une médaille d'or à ceux de 1996. Il est champion du monde en 1998 et vice-champion du monde en 1994.